# 黑暗時刻
《黑暗時刻》（The Darkest Hour）是英國女作家艾琳·杭特的系列小說《貓戰士》的首部曲中六集的第六集，於2004年10月5日由Happer Collins出版。繁體中文版於2008年12月15日由晨星出版社出版。簡體中文版譯為《力挽狂瀾》。

## 戲情摘要
本集描述火心當上雷族族長，成為火星，火星則在得到九命的夢中聽見了「四化為二，獅虎交戰，血浴森林」的預言。在此集中，影族和河族聯合成為「虎族」，雷族和風族則成為獅族，也應驗了預言。後來虎星帶來血族，試圖讓虎族和血族共同統治森林，沒想到因為一言不合，血族族長鞭子竟將虎星殺了。在最後的森林大戰中，火星失去了一條命，副族長白風暴則是戰死，戰死前白風暴指派灰紋當副族長，但最後火星殺死了鞭子，保住了森林的和平。